# Phoradendron ptarianum
Phoradendron ptarianum är en sandelträdsväxtart som beskrevs av Julian Alfred Steyermark.
Phoradendron ptarianum ingår i släktet Phoradendron och familjen sandelträdsväxter. Inga underarter finns listade i Catalogue of Life.